# Imperator (musikgrupp)
Imperator är ett polskt death metal-band, bildat 1984 i Łódź.

## Medlemmar
Nuvarande medlemmar
- Bariel (Piotr Tomczyk) – gitarr, sång (1984–1993, 1995, 2018–)
- Chris (Krzysztof Świątkiewicz) – sång, gitarr (1998–2000, 2018–)
- Novok (Tomaz Nowok) – basgitarr (2018–)
- Richter (Witold Argasiński aka "Vit") – trummor (2018–)

Tidigare medlemmar
- Adrian (Tomasz Śliwiński) – trummor (1984–1987)
- Bonzo (Adam Kuśmierek) – gitarr (1984)
- Thorgal – basgitarr (1985)
- Moloh (Michał Skwarczewski) – trummor (1987–1988)
- Beliar (Paweł Borszyński) – (1988)
- Quack (Andrzej Kułakowski) – gitarr (1991–1993)
- Paul (Paweł Socha) – trummor (1995)
- Mefisto (Maciej Dymitrowski) – basgitarr (1985–1993, 1995, 1998–2000)
- Carol (Karol Skwarczewski) – trummor (1989–1993, 1998–2000)
- Sunrise (Krzysztof Świciak) – gitarr (1998–2000)

Turnerande medlemmar
- Aggressor (Dariusz Sadowski) – trummor (1987)

## Diskografi
Demo
- Endless Sacrifice (1986)
- Deathlive (1987)
- Dronor (1987)
- Eternal Might (1988)
- Existential Prophecy (1999)

Studioalbum
- The Time Before Time (1991)

Livealbum
- Live in Tarnów 06.12.91 (2016)

Samlingsalbum
- Eternal Might / Endless Sacrifice / Live '91 (2004)
- Unholy Bible of Polish Death Metal Vol. 1 (2004)
- Ceremonies from Beyond Time (2019)